# Puerta Grande
Puerta Grande, även benämnd Puerta de los Fresnos, är en ort i Mexiko, tillhörande kommunen Ixtapan de la Sal i delstaten Mexiko. Orten hade 328 invånare vid folkräkningen 2010.